# Мерчисон (мыс)
Мерчисон (англ. Murchison Promontory) — мыс на полуострове Бутия, самая северная точка материковой суши Канады и Северной Америки (на 64 км севернее чем самая северная точка США и Аляски мыс Барроу).
Мыс расположен в 2013 км от Северного полюса. Является южным берегом пролива Белло между полуостровом Бутия и островом Сомерсет.
Мыс Мерчисон является частью региона Китикмеот. Полуостров впервые был изучен в апреле 1852 года Уильямом Кеннеди и Жозефом-Рене Белло во время поисков следов потерявшейся в Арктике экспедиции Джона Франклина.
Исследователь Френсис Мак-Клинток, который также искал пропавшего Франклина, провёл зиму 1858—1859 годов в этом районе со своим судном Fox. В июле 1859 г. Мак-Клинток назвал мыс, который, как установила экспедиция, являлся крайней северной точкой материка, в честь президента Королевского Географического общества Родерика Мэрчисона. Он был известен своей поддержкой Джейн Франклин в её усилиях по продолжению поисков мужа, заключавшейся и в финансировании экспедиции Мак-Клинтока.